# Železniční trať Horní Lideč – Bylnice
Železniční trať Horní Lideč - Bylnice (v jízdním řádu pro cestující označená číslem 283) je jednokolejná neelektrizovaná trať o délce 19,1 km ve Zlínském kraji, propojující hlavní trať Hranice na Moravě – Púchov s Vlárskou dráhou. Trať vede hornatou krajinou Bílých Karpat na rozhraní povodí Bečvy a Vláry. Na trati se nachází dva tunely. Provoz na trati byl zahájen v roce 1928. Trať je kategorizována jako regionální dráha. Při převzetí funkce provozovatele Správou železniční dopravní cesty v roce 2008 byla ještě úsekem celostátní dráhy.
Trať byla vybudována za první republiky v rámci zhušťování a propojování železniční sítě na moravsko-slovenském pomezí, původně jako součást trati Vsetín-Bylnice. Většího celostátního významu však posléze nabyla spojka z Horní Lidče do Púchova (zprovozněna 1937).
Na trati mezi stanicemi Bylnice a Brumov střed došlo 28. dubna 1957 k železniční nehodě, při níž zemřelo 10 lidí.

## Provoz

### Osobní doprava
V dřívějších letech na trati jezdily motorové vozy řady M 131.1 a M 262.0, nahrazované občas "karkulkami" řady T 444.0 nebo T 444.1. Dnes na trati slouží motorové jednotky řady 814 z DKV Olomouc PJ Valašské Meziříčí. Pouze na nočním/ranním vlaku do Bylnice jede motorový vůz řady 810. Vytížení vlaků není příliš vysoké, ale některé vlaky jezdí poměrně plné.
Na trati dokonce jezdil každé pondělí ráno rychlík (Trenčín-) Bylnice – Praha, vedený lokomotivou řady T 478.3. Zrušen byl počátkem 90. let.

### Nákladní doprava
Před rokem 1989 po trati jezdily průběžné vlaky v trase Valašské Meziříčí - Trenčianská Teplá, ucelené vlaky sklářského písku do Nemšové a manipulační vlaky do Bylnice. V čele těchto vlaků se objevovaly valašské stroje řad T 478.3, T 679.1 a T 466.2. Dnes[kdy?] do Bylnice zajíždí každý pracovní den odpoledne manipulační vlak vedený strojem řady 742, který obsluhuje stanice okolo Bylnice (Vlárský průsmyk pouze v pondělí, středu a pátek, Bohuslavice nad Vláří a Slavičín pouze podle potřeby).
V nakládce převládá dřevní hmota (Vlárský průsmyk, Bylnice, Slavičín, Valašské Klobouky) a šrot (Brumov). Vykládka probíhá v Valašských Kloboukách (uhlí).
Začátkem roku 2011 se na trať začaly vracet ve větší míře nákladní vlaky, zejména vlaky společnosti AWT, směřující do cementárny v Horném Srní, vedené dvojicemi lokomotiv řady 753.7.
V létě roku 2011 začaly po trati jezdit soupravy prázdných vozů od sklářského písku, směřující z Nemšové do Jestřebí. Tyto vlaky jsou vedeny strojem řady 770 společnosti Lokorail.

## Navazující tratě

### Horní Lideč
- Železniční trať Hranice na Moravě – Púchov

### Bylnice
- Vlárská dráha

## Stanice a zastávky

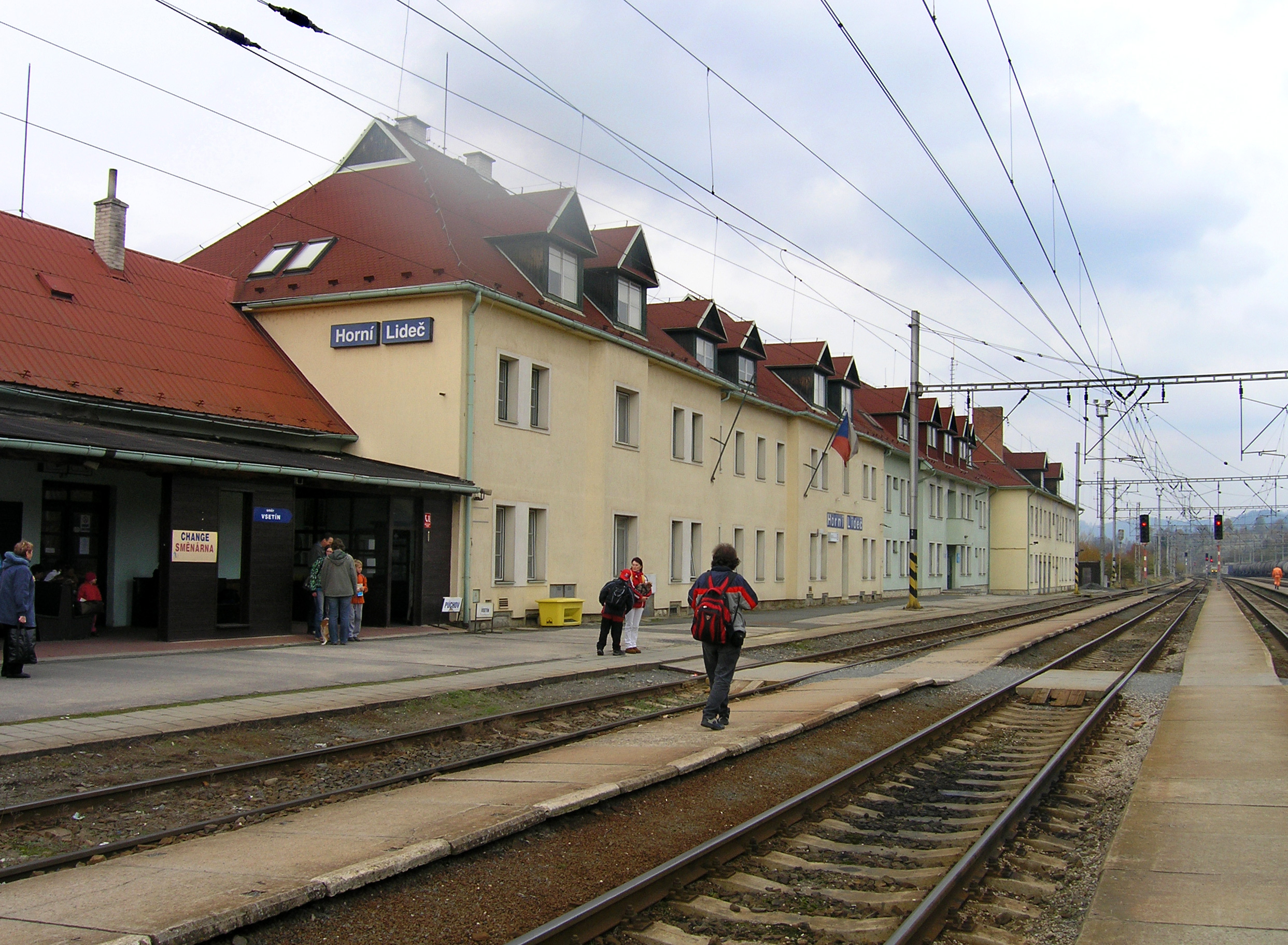
Horní Lideč
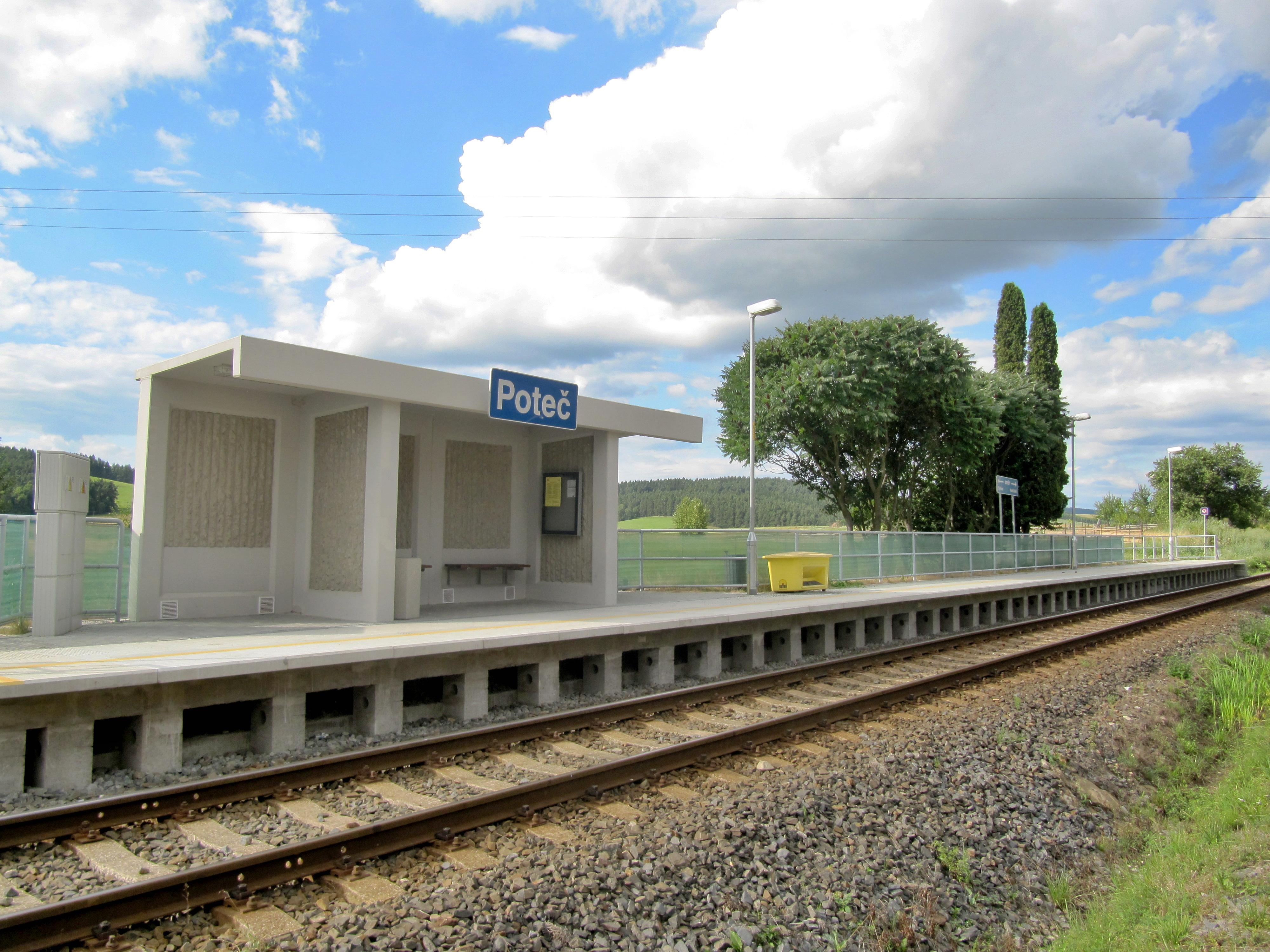
Poteč
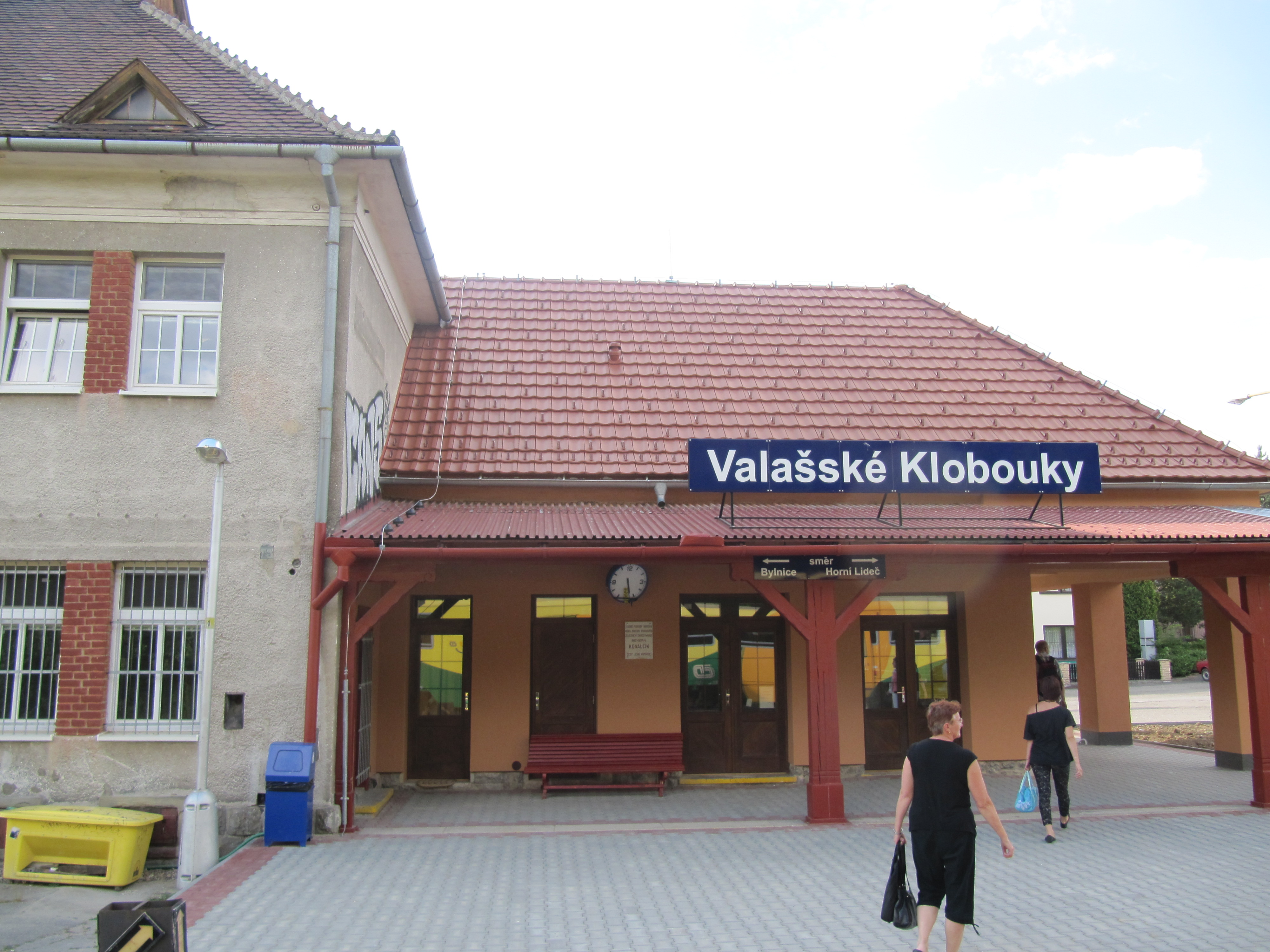
Valašské Klobouky
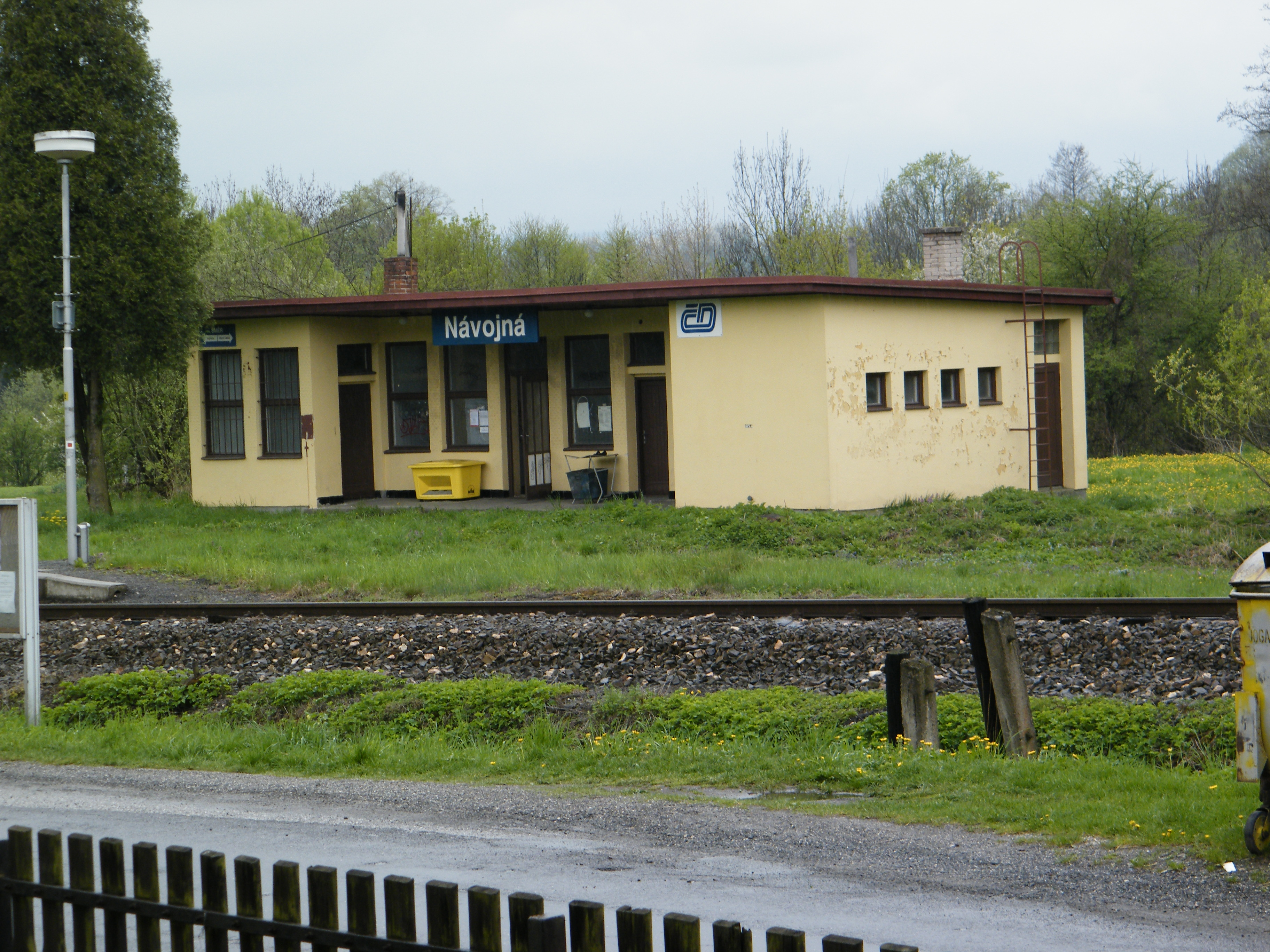
Návojná
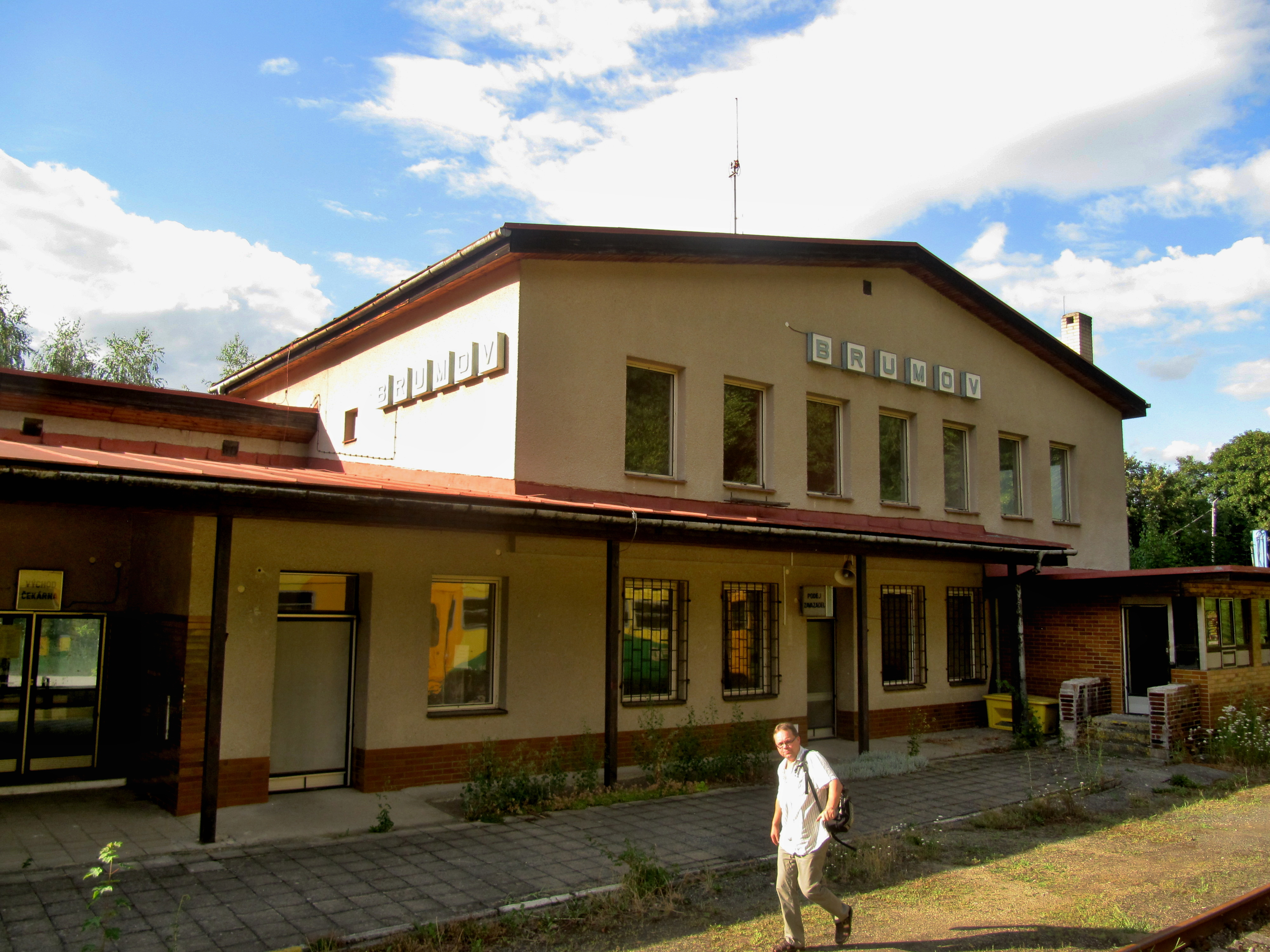
Brumov
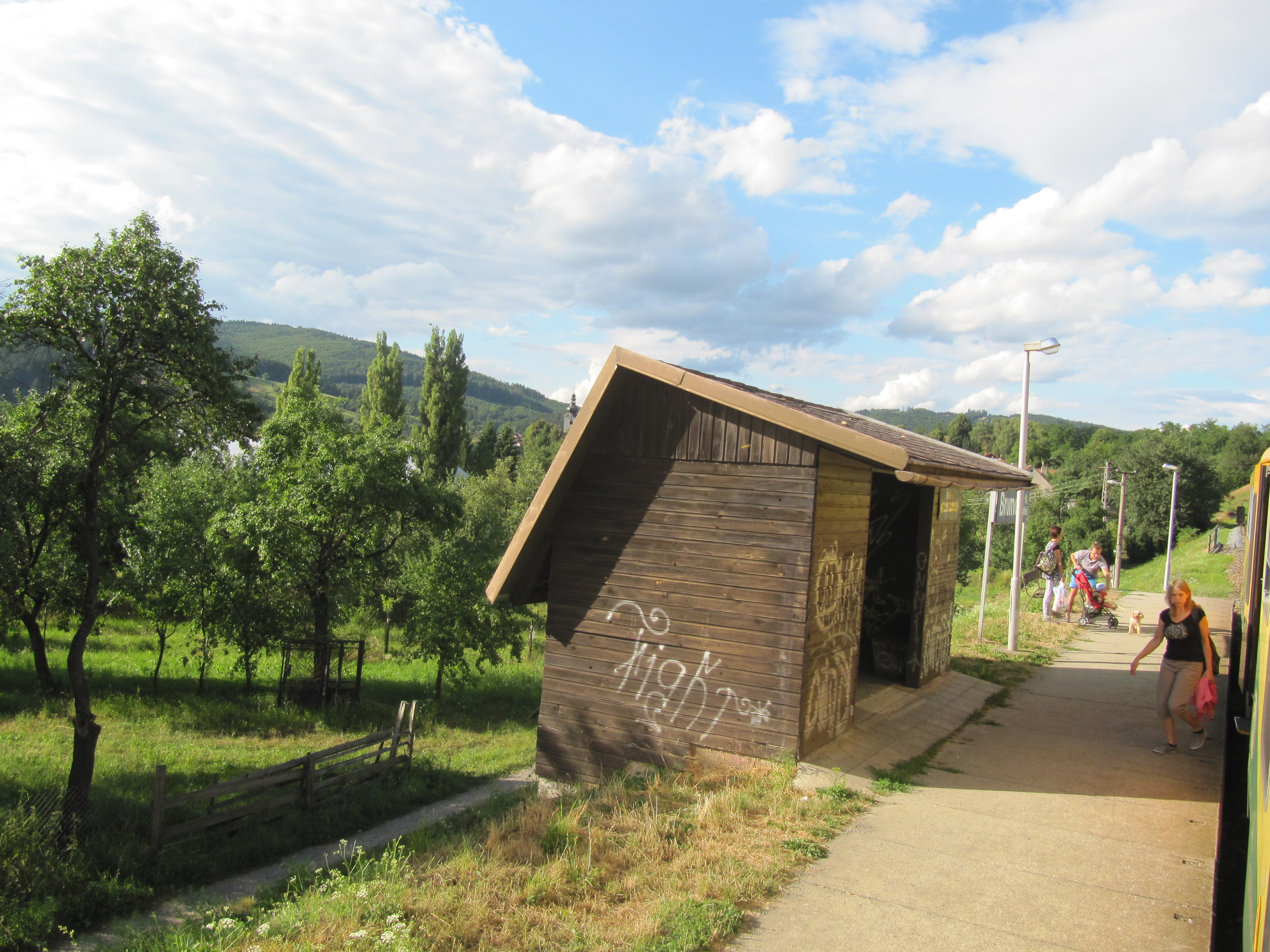
Brumov střed
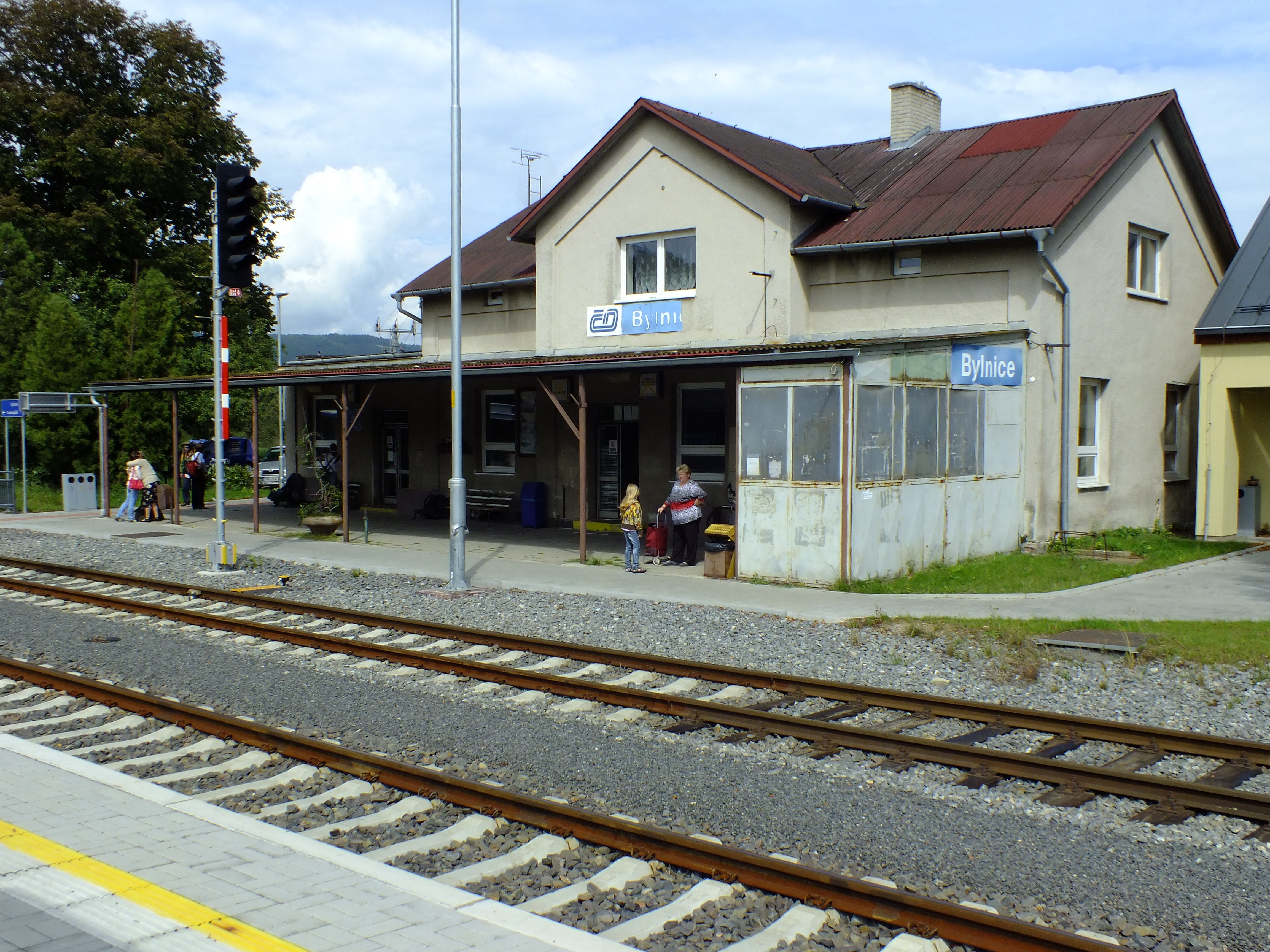
Bylnice